# 阿寒湖畔中継局
阿寒湖畔中継局（あかんこはんちゅうけいきょく）は、北海道釧路市阿寒町阿寒湖畔にあるテレビとFMラジオ放送の中継局。
なお、ここではFMくしろの阿寒湖温泉送信所についても記載する。

## 阿寒湖畔テレビ・FM中継局

### デジタルテレビ放送
| リモコン 番号 | 放送局名             | チャンネル 番号 | 空中線 電力 | ERP  | 偏波面   | 放送対象地域 | 放送区域 内世帯数 | 運用開始日      |
| ------------- | -------------------- | --------------- | ----------- | ---- | -------- | ------------ | ----------------- | --------------- |
| 1             | HBC 北海道放送       | 44              | 300mW       | 2.7W | 水平偏波 | 北海道       | 約1,100世帯       | 2009年 11月30日 |
| 2             | NHK 釧路教育         | 50              | 300mW       | 2.4W | 水平偏波 | 全国         | 約1,100世帯       | 2009年 11月30日 |
| 3             | NHK 釧路総合         | 52              | 300mW       | 2.4W | 水平偏波 | 釧路根室圏   | 約1,100世帯       | 2009年 11月30日 |
| 5             | STV 札幌テレビ放送   | 48              | 300mW       | 2.6W | 水平偏波 | 北海道       | 約1,100世帯       | 2009年 11月30日 |
| 6             | HTB 北海道テレビ放送 | 40              | 300mW       | 2.6W | 水平偏波 | 北海道       | 約1,100世帯       | 2009年 11月30日 |
| 7             | TVh テレビ北海道     | 46              | 300mW       | 未定 | 水平偏波 | 北海道       | 約1,100世帯       | 2015年 9月7日   |
| 8             | UHB 北海道文化放送   | 42              | 300mW       | 2.7W | 水平偏波 | 北海道       | 約1,100世帯       | 2009年 11月30日 |

- 所在地： 釧路市[2][3]（阿寒町シュリコマベツ）
- 放送区域： 釧路市の一部[3]（阿寒湖畔地区）
- TVhを除く各局は2009年10月8日に予備免許が交付され[1]、11月9日に試験電波を発射[1]。11月30日に本免許が交付され[2][1]、同日本放送開始[1]。
- TVhは2015年6月29日に予備免許が交付され[4]、8月5日に試験電波を発射。9月7日に本免許が交付され、同日本放送開始[1]。

### アナログテレビ放送
| チャンネル 番号 | 放送局名             | 空中線 電力       | ERP                 | 偏波面   | 放送対象地域 | 放送区域 内世帯数 | 運用開始日     |
| --------------- | -------------------- | ----------------- | ------------------- | -------- | ------------ | ----------------- | -------------- |
| 4               | NHK 釧路総合         | 映像1W/ 音声250mW | 映像6.5W/ 音声1.6W  | 垂直偏波 | 釧路根室圏   | -                 | 1966年 12月1日 |
| 6               | STV 札幌テレビ放送   | 映像1W/ 音声250mW | 映像6.6W/ 音声1.65W | 垂直偏波 | 北海道       | -                 | 1966年 12月1日 |
| 10              | HBC 北海道放送       | 映像1W/ 音声250mW | 映像6.8W/ 音声1.7W  | 垂直偏波 | 北海道       | -                 | 1966年 12月1日 |
| 12              | NHK 釧路教育         | 映像1W/ 音声250mW | 映像6.2W/ 音声1.55W | 垂直偏波 | 全国         | -                 | 1966年 12月1日 |
| 60              | HTB 北海道テレビ放送 | 映像3W/ 音声750mW | 映像26W/ 音声6.5W   | 水平偏波 | 北海道       | -                 | -              |
| 62              | UHB 北海道文化放送   | 映像3W/ 音声750mW | 映像26W/ 音声6.5W   | 水平偏波 | 北海道       | -                 | -              |

### FMラジオ放送
| 周波数  | 放送局名                  | 空中線 電力 | ERP   | 放送対象地域            | 放送区域 内世帯数                | 運用開始日 |
| ------- | ------------------------- | ----------- | ----- | ----------------------- | -------------------------------- | ---------- |
| 76.1MHz | FMくしろ 阿寒湖温泉送信所 | 10W         | 18.5W | 釧路市 （阿寒湖畔地区） | 約900世帯 （釧路市全世帯の約1%） | -          |

- 送信所は釧路西消防署阿寒湖温泉支署にある。
- 出力は釧路送信所、音別送信所、阿寒送信所が20Wだが、阿寒湖温泉中継局のみ10W。
- NHKと在札民放FMラジオ局（AIR-G'とNORTH WAVE）は中継局を設置していない（NHKの場合、釧路テレビ・ラジオ送信所、弟子屈中継局、網走送信所などからの電波が受信可能）が、AIR-G'及びNORTH WAVEについてはいずれもradikoを通じて聴取可能である。

## 周辺の中継局をめぐる事柄
周辺のその他の地デジ中継局は、地デジ完全移行直後の2011年8月17日に試験放送を開始、8月26日に釧路送信所で開局したTVhを除いて、2009年に11月30日に開局。2009年11月9日から試験放送が始まった。余談だが、当中継局管内は阿寒中継局管内や布伏内中継局管内とは違い、高い山に囲まれている地区であるため、遠距離受信することは困難な状況にある。なお、TVhについては阿寒中継局が2013年12月24日に、布伏内中継局が2014年12月26日にそれぞれ開局。引き続き釧路市はTVhに対して阿寒湖畔中継局も開局するよう要望していたが、前述の通り2015年6月29日に予備免許が交付され、8月5日に試験放送を開始し、9月7日に本放送を開始した。